# دیوگو جیاکومینی
دیوگو جیاکومینی (انگلیسی: Diogo Giacomini؛ زادهٔ ۲۰ ژوئن ۱۹۷۹) بازیکن فوتبال اهل برزیل است.